# David Battley
David Battley (* 5. November 1935 in Battersea, London; † 20. Januar 2003 in Surrey) war ein britischer Schauspieler, spezialisiert auf lakonische und schwermütige komödiantische Rollen.

## Leben
Battley war der älteste Sohn eines Labour-Parlamentariers und wurde in Battersea, London geboren. Da er mit einem Loch im Herzen geboren wurde, wurde er zunächst zu Hause, danach in einer Sonderschule unterrichtet. Später schrieb sich an der Camberwell Art School ein, verließ diese aber vor Abschluss des Studiums. Er verdiente seinen Lebensunterhalt mit Arbeiten für die Familiendruckerei Battley Brothers, bevor er an der Royal Academy of Dramatic Art aufgenommen wurde.
Battley starb am 20. Januar 2003 nach einem Herzanfall.

## Karriere
Battley wurde im Fernsehen und in Filmen durch seine trockenen, ironischen Bemerkungen bekannt. Er arbeitete als Charakterdarsteller und in komischen Nebenrollen. Battleys TV-Arbeit in Großbritannien reichte von der Satire-Show "BBC 3" und der Militärpolizei-Serie "Redcap" in den 1960er über verschiedene Sitcoms der 1970er Jahre bis zu Auftritten in den Fernsehserien Lovejoy und Mr. Bean. In der BBC-Verfilmung von Alice im Wunderland von 1966 trat Battley als Henker auf.
Seinen bekanntesten Auftritt hatte er in der Mitte der 1970er Jahre an der Seite des Monty-Python-Teammitglieds Eric Idle in der BBC-Serie Rutland Weekend Television (RWT). Idle lobte Battleys trockenen, emotionslosen Stil. Battley spielte Paul McCartneys Rolle im ursprünglichen RWT-Sketch der Rutles, einer Parodie auf Beatles, erschien aber nicht im amerikanischen TV-Film The Rutles, der auf diesem Sketch basierte.
Eine seiner letzten Rollen war 1995 die eines Golfplatzangestellten in der Episode Tee Off, Mr. Bean in der Comedy-Serie Mr. Bean.

## Filmografie (Auswahl)
- 1964: Second City Reports (Fernsehserie, 6 Folgen)
- 1966: Hotel Paradiso
- 1966: Alice in Wonderland (Fernsehfilm)
- 1969: Tödlicher Salut (Crossplot)
- 1970–1971: That's Your Funeral (Fernsehserie, 7 Folgen)
- 1971: Charlie und die Schokoladenfabrik (Willy Wonka & the Chocolate Factory)
- 1972: Runter mit dem Keuschheitsgürtel (Up the Chastity Belt)
- 1972: Kommandosache 'Nackter Po' (Up the Front)
- 1972: Ein liebenswerter Schatten (Follow Me!)
- 1972: Ein Begräbnis erster Klasse (That’s Your Funeral)
- 1973–1976: Schütze dieses Haus (Bless This House, Fernsehserie, 3 Folgen)
- 1975: The Old Curiosity Shop
- 1975–1976: Rutland Weekend Television (Fernsehserie, 14 Folgen)
- 1979: James jr. schlägt zu (The Omega Connection)
- 1979: S.O.S. Titanic (Fernsehfilm)
- 1983: The Climber (Fernsehserie, 6 Folgen)
- 1983: Krull
- 1985: Supergran (Fernsehserie, Folge 1x10)
- 1985–1987: Relative Strangers (Fernsehserie, 18 Folgen)
- 1987: The Beiderbecke Tapes (Miniserie, 2 Folgen)
- 1990: One Foot in the Grave (Fernsehserie, Folge 1x05)
- 1994: Der Aufpasser (Minder, Fernsehserie, Folge 10x09)
- 1994: Lovejoy (Fernsehserie, Folge 6x09)
- 1995: Mr. Bean (Fernsehserie, Folge 1x12)
- 1996: Annie's Bar (Fernsehserie, 3 Folgen)
- 1996: Die Scharfschützen (Sharpe, Fernsehserie, Folge 4x01 Das verschollene Bataillon)
- 1998: Vigo
- 2000: Out of Depth